# Подносково (Ярославская область)
Подно́сково — деревня Ломовского сельского округа в Октябрьском сельском поселении Рыбинского района Ярославской области.
По сведениям 1859 года относилась к Романово-Борисоглебскому уезду .
Деревня расположена на правом высоком берегу реки Волги, в юго-восточной части поселения, примерно в 2 км к северо-востоку от автомобильной дороги Р151 Ярославль—Рыбинск. Пространство между деревней и дорогой Ярославль—Рыбинск занято лесом. С юго-востока к Подносково непосредственно примыкает деревня Шишланово, через неё в южном направлении следует дорога, связывающая деревни с магистралью Рыбинск—Ярославль. С северо-западной стороны к Подносково ранее примыкала деревня Адамово, ныне не существующая. Через бывшее Адамово, просёлочная дорога вдоль берега Волги вдёт на северо-запад к деревням Ескино, Меньчиково и Вандышево. Просёлочная дорога в юго-западном направлении через деревню Запрудново выходит к дороге Рыбинск-Ярославль.  На противоположном левом берегу Волги уже территория Тутаевского района — урочище Деевское. Ширина Волги у деревни около 800 м .
Деревня указана на плане Генерального межевания Борисоглебского уезда 1792 года, её название неразбочиво, но первые буквы читаются как Подни... В 1825 Борисоглебский уезд был объединён с Романовским уездом. По сведениям 1859 года деревня Подносково относилась к Романово-Борисоглебскому уезду .
На 1 января 2007 года в деревне числилось 4 постоянных жителя . Почтовое отделение, расположенное в деревне Дюдьково, обслуживает в деревне 13 домов .